# SCORE
SCORE (сокр. от англ. Signal Communications by Orbiting Relay Equipment) — первый в мире спутник связи с пассивным отражателем, запущенный США в 1958 году, на наклонную эллиптическую орбиту. 
Также и первый запуск ракеты-носителя Атлас-B.
После запуска 13 дней пересылал сообщения. Срок службы спутника равнялся 34 дням.

## Оборудование
Аппаратура спутника состояла из 2 приёмопередатчиков, работавших на частотах 132,435 и 132,095 МГц. 
В качестве источников питания применялись серебряно-цинковые аккумуляторы напряжением 18 вольт и ёмкостью 45 ампер-часов. 
Продолжительность связи составляла около 4 мин за один оборот спутника вокруг Земли. Производилась ретрансляция 1 телефонного или 7 телетайпных каналов.
Работа производилась в режиме замедленной ретрансляции. 
Сохранение сигнала, посланного наземной передающей станцией, производилось путём записи на магнитную ленту.